# Jacques et François Gall
Pour les articles homonymes, voir François Gall et Gall.
Les frères Jacques, décédé en 1978, et François Gall, né en 1922, sont deux journalistes et écrivains du XXe siècle qui ont travaillé ensemble.

## Biographie
Les frères Gall sont passionnés par l'aventure et les voyages. Ils voyagent pendant de nombreuses années d'un pays à l'autre, notamment en Asie et à travers le continent américain, faisant du journalisme, de la radio, de la télévision et écrivant des livres. À la suite de la maladie de Jacques, les deux frères décident de mieux connaître le monde de la médecine. Pendant des années, ils vont enquêter dans les hôpitaux et les cliniques et interviewer de nombreux médecins.
Dans les années soixante, ils écrivent ensemble le texte de la série de bande dessinée 13 rue de l'Espoir, dessinée par Paul Gillon, qui sera publiée quotidiennement par France-Soir de 1959 à 1972.

## Livres
- Les Invités du tour du monde, Gallimard (1958)
- Un Médecin dans la nuit, Le Livre de poche (1967)
- Or, Feu, Sang... Vermeille, Presses de la Cité (1967)
- Marie le ciel ouvert, Grasset, (1968)
- Mauve aux étranges amours, Presses de la Cité (1968)
- Vermeille et le plus grand prince de la terre, (1968)
- Seigneurs d'extrême-Orient (avec Lucien Bodard), Fernand Nathan (1974)
- La route carnivore, Fernand Nathan (1976)
- Alba, le pain et le fouet, Hachette (1978)
- Alba, l'or et l'amour, Hachette (1978)
- 13 rue de l'Espoir, les Humanoïdes Associés (1980 et 1982).

## Documentaires
- Serge Gainsbourg de Roger Sciandra (1973), noir et blanc, 51 minutes : coauteurs et producteurs
- Coluche de Roger Sciandra(1976) producteur et coauteur   A bout portant avec Jacques Gall et Brigitte  Petureau
- Jean Marais. Emission A bout portant
- Thierry Le Luron. Émission À bout portant

## Bande dessinée
13 rue de l'Espoir (1959 à 1972) : scénaristes (dessins de Paul Gillon).